# Kościół Matki Bożej z Atochy „tas-Samra” w Ħamrun
Kościół Matki Bożej z Atochy „tas-Samra” (malt. Il-knisja tal-Madonna tas-Samra, ang. Tas-Samra Church), znany też jako kościół Matki Bożej z Antiochii (malt. Knisja Madonna t’Antijokja, ang. Church of Our Lady of Antioch) – rzymskokatolickie sanktuarium maryjne w miejscowości Ħamrun na Malcie. Sanktuarium jest połączone z bazyliką Matki Bożej z Atochy w Madrycie.
Kościół został zbudowany na szczycie wzgórza Ta’ Braxia, w miejscu gdzie kiedyś stała kaplica św. Mikołaja.

## Historia
Na początku XVII wieku, w 1603 niejaki Ġużè Casauri, bogaty kupiec z Birgu, przywiózł z Hiszpanii kopię obrazu Matki Bożej z Atochy. Po pewnym czasie, razem z żoną Isabellą (lub Elizabettą, jak stoi napisane na płycie nagrobnej), zdecydował, że obraz powinien znaleźć swoje miejsce w kościele. Nowy kościół zbudowany został na wzgórzu Ta’ Braxia na miejscu starej, zrujnowanej kaplicy św. Mikołaja. Kaplica ta, podlegająca wówczas parafii w Qormi, została w 1575 zdesakralizowana przez wizytatora papieskiego biskupa Pietro Dusinę.

Budowa kościoła ukończona została w 1630. Jednocześnie obok kościoła zbudowany został niewielki domek–pustelnia, w którym Ġużè i jego żona mieszkali do swojej śmierci, odpowiednio w 1636 i 1646.
Kościół otrzymał oficjalne wezwanie Wniebowzięcia Najświętszej Maryi Panny, oraz drugie Najświętszej Maryi z Atochy (Maria Santissima Ta’ Atocja) od treści obrazu umieszczonego w ołtarzu głównym.

Świątynia szybko stała się miejscem licznych pielgrzymek wiernych z całej Malty. Zaczęła być znana również jako „ta’ Samra” lub "tas-Samra" (malt. ciemny, opalony, ciemnoskóry), a to z powodu ciemnego oblicza Madonny na obrazie. Liczne pielgrzymki wspomina biskup Miguel Juan Balaguer de Camarasa w raporcie z wizytacji kościoła w 1663.
Podczas blokady Francuzów w latach 1798–1800 budynek kościoła stanowił część tylnej osłony powstańczej baterii Tas-Samra, jednej z najważniejszych.
W XIX wieku kościół był już zniszczony, służył jako magazyn i skład pożywienia dla zwierząt. Staraniem św. Ġorġa Precy świątynia została przywrócona do normalnego stanu i wznowione zostało w niej wykonywanie posług religijnych. W 1921 zainaugurował on coroczną bożonarodzeniową procesję z figurą Dzieciątka Jezus, która to tradycja kontynuowana jest do dziś. W 2009 wykonany został remont wnętrza kościoła.
Od 1 września 2016 kościół, dekretem arcybiskupa Charlesa Scicluny z 31 sierpnia 2016, został podniesiony do rangi sanktuarium.

## Architektura

### Wygląd zewnętrzny
Fasada kościoła ma styl hiszpański. Z przodu znajduje się portyk z trzema wysokimi łukami, z których środkowy jest wyższy i szerszy niż dwa pozostałe. Dach portyku okala balustrada. Po obu stronach cofniętego trójkątnego frontonu z krzyżem na szczycie stoją dwie identyczne dzwonnice typu bell-cot. Półokrągło zwieńczone drzwi z renesansowym portalem z dwoma parami pilastrów w stylu toskańskim zgrupowanymi po obu stronach, oraz z podzielonym trójkątnym frontonem nad nimi. Po obu stronach drzwi znajdują się prostokątne okna.

Przed kościołem mały placyk ogrodzony niskim murkiem zwieńczonym żelazną balustradą.

### Wnętrze kościoła
Wnętrze jest przestronne, o kształcie zbliżonym do kwadratu. Sklepienie kolebkowe wsparte jest na dziewięciu łukach, które wznoszą się z wysokiego gzymsu na ścianach bocznych. 
W kościele jest pięć ołtarzy. Ołtarz główny znajduje się w głębokiej apsydzie, również nakrytej sklepieniem kolebkowym. Nad ołtarzem obraz tytularny Madonna z Atochy otoczony jest wyrzeźbioną w kamieniu nastawą ołtarzową z pozłacanych promieni i obłoków. Pozostałe cztery ołtarze umieszczone w głębokich niszach zwieńczonych łukiem, ozdobione są nastawami złożonymi z dwóch kolumn i wspartym na nich frontonem. Patronami ołtarzy bocznych są: od ołtarza głównego na lewej ścianie Święta Rodzina i św. Karol Boromeusz, na ścianie prawej odpowiednio św. Mikołaj z Bari, z obrazem patrona zachowanym z pierwotnego kościoła, oraz św. Wawrzyniec. Uwagę zwraca ich dekoracja i złocenia. Po obu stronach apsydy, gdzie jest ołtarz główny, znajdują się drzwi prowadzące do zakrystii. Kościół mieści też, między innymi obraz Święty Jan na pustyni przypisywany Antoine de Favrayowi, figurę procesyjną Maryi, której święto obchodzone jest uroczyście 15 sierpnia, a także szereg obrazów ex voto. 
W kościele pochowani są małżonkowie Ġużè i Isabella Casauri, fundatorzy, miejsce to oznaczone jest płytą nagrobną. Swoje miejsce spoczynku znalazła tutaj również s. Maria Tereża Nuzzo, założycielka żeńskiego zgromadzenia zakonnego Dzieci Najświętszego Serca Jezusowego (popularnie zwanego Siostrami Nuzzo), których dom zakonny przylega do kościoła.

## Świątynia dziś
Współcześnie (2023) kościół jest w bardzo dobrym stanie, codziennie sprawowane są w nim msze święte.